# Busan KCC Egis
I Busan KCC Egis sono una società professionistica di pallacanestro sudcoreana con sede a Busan che partecipa alla Korean Basketball League (KBL), la massima divisione del campionato sudcoreano. Furono fondati nel 1997 a Daejeon come Daejeon Hyundai Dynat e nel 1999 cambiarono nome in Daejeon Hyundai Gullivers. Nel 2001 si trasferirono a Jeonju diventando i Jeonju KCC Egis.

## Palmarès
- Campionati sudcoreani: 4

1998, 1999, 2004, 2009